# Jean Oury
Jean Oury (5 de março de 1924 - 15 de maio de 2014) foi um psiquiatra e psicanalista francês que ajudou a fundar a escola de psicoterapia institucional. Ele foi o fundador e diretor da clínica do hospital psiquiátrico La Borde em Cour-Cheverny, França, onde trabalhou até morrer. Foi membro da Escola Freudiana de Paris, fundada por Jacques Lacan desde o início até sua dissolução. Seu irmão Fernand Oury, fundou a escola de pedagogia institucional.